# Джаспер (город, Миннесота)
Джаспер (англ. Jasper) — город в округах Пайпстон,Рок, штат Миннесота, США. На площади 2,3 км² (2,3 км² — суша, водоёмов нет), согласно переписи 2002 года, проживают 597 человек. Плотность населения составляет 261,9 чел./км².
- Телефонный код города — 507
- Почтовый индекс — 56144
- FIPS-код города — 27-31760[1]
- GNIS-идентификатор — 0645586[2]